# Matthew Stirling
Matthew Williams Stirling (28 de agosto de 1896-23 de enero de 1975) fue un etnólogo y arqueólogo estadounidense y, posteriormente, administrador en varias instituciones científicas en su campo. Es reconocido por sus descubrimientos relativos a la civilización olmeca y por sus importantes investigaciones y descubrimientos realizados en la ciudad prehispánica de La Venta, en el estado mexicano de Tabasco.

## Primeros años
Desde muy joven se enlistó en la marína estadounidense y tomó parte en la Primera Guerra Mundial. Después de dos años de servir en las fuerzas armadas estadounidenses, ingresó a la Universidad de California en Berkeley donde estudió la licenciatura, y posteriormente completó la maestría en la Universidad de George Washington. 
Matthew Stirling desarrolló enteramente su carrera en antropología y arqueología en el Instituto Smithsoniano. Geográficamente, cubrió un área desde Nueva Guinea hasta las Américas, y sus contribuciones a la ciencia fue igualmente amplia. Stirling fue un investigador de campo muy activo y un administrador competente como Director del Bureau of American Ethnology (BAE) del Instituto Smithsoniano durante casi treinta años (de 1928 a 1957). Durante ese tiempo, también logró publicar sus trabajos, algo muy inusual en muchos administradores. En 1933 se casó con Marion Illig, y juntos compartieron una carrera productiva y estimulante tanto en la investigación de campo como coautores de varias publicaciones científicas.
El primer contacto que hizo Stirling con América Latina fue en la década de 1920 cuando exploró el río Amazonas en territorio de los indios Campa, adquiriendo una colección grande de textiles. Regresó al Ecuador como miembro de la expedición americana de Donald C. Beatty durante los años 1930. Por entonces, su atención se tornó hacia México y Centroamérica.

## Descubridor de la civilización olmeca

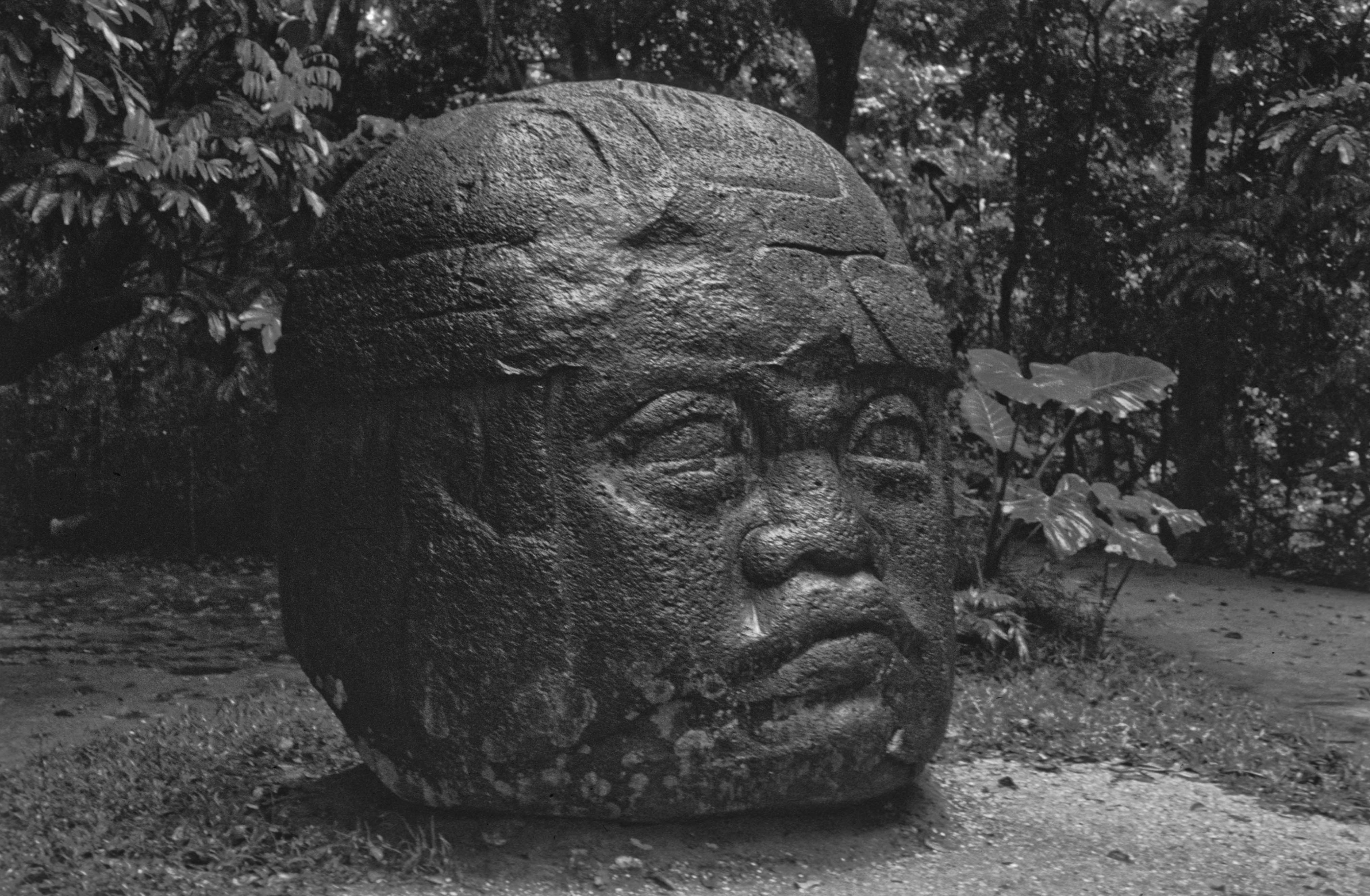
Cabeza colosal olmeca descubierta por Stirling en La Venta, Tabasco.

Bajo el patrocinio del Instituto Smithsoniano y la National Geographic Society, Matthew Stirling realizó excavaciones arqueológicas entre 1938 y 1946 en sitios tan importantes como Tres Zapotes, Cerro de las Mesas, La Venta, Izapa y San Lorenzo. Durante este tiempo exploró la cultura olmeca, aún desconocida en su tiempo, y estableció como resultado de sus investigaciones que era la cultura madre de Mesoamérica, más temprana que la maya.

### Exploraciones en La Venta
Entre 1940 y 1941, Stirling realizó las primeras excavaciones en la ciudad prehispánica de La Venta en el estado mexicano de Tabasco, descubriendo gran parte de los monumentos más importantes de esa ciudad olmeca, dentro de los que destacan los altares, el mosaico del dios Jaguar, las tumbas, y muchos más que hoy se exhiben en el Parque Museo La Venta de la ciudad de Villahermosa y en el museo de sitio de la zona arqueológica. También Matthew Stirling descubrió muchas de las plataformas de tierra del sitio, una de las cuales bautizada como "Acrópolis Stirling" es una gran plataforma de tierra de más de 300 m de frente. Posteriormente, en 1936 realizó nuevas excavaciones en La Venta haciendo importantes descubrimientos.

## Su investigación en México
Su descubrimiento y excavaciones en diversos lugares atribuidos a la cultura olmeca en la costa del golfo de México, contribuyó significativamente a una mejor comprensión de los olmecas y su cultura. A continuación se inició la investigación de vínculos entre las distintas civilizaciones en la región. 
Además de su extenso trabajo de campo y publicaciones, más adelante en su carrera Stirling demostró ser un administrador capaz de dirigir entidades académicas y de investigación, sirvió en los consejos de dirección de una serie de organizaciones científicas. 

## Investigaciones en Centroamérica
De 1948 a 1954, puso sus esfuerzos en investigar los enlaces entre las culturas Mesoamericanas y las de Sudamérica en países como Panamá, Ecuador, y Costa Rica. Stirling también fue organizador de la publicación de Handbook of South American Indians, una edición de siete volúmenes editado por Julian Steward incluye el trabajo de 96 especialistas. Adicionalmente, organizó el Instituto de Antropología Social del BAE, unidad autónoma para promover la cooperación en el entrenamiento antropológico e investigación para las Américas. Las contribuciones de Matthew Stirling a las investigaciones latinoamericanas todavía son vigentes para el desarrollo y crecimiento de la antropología moderna.